# Desertullia argyrofulva
Desertullia argyrofulva är en fjärilsart som beskrevs av Köhler 1952. Desertullia argyrofulva ingår i släktet Desertullia och familjen nattflyn. Inga underarter finns listade i Catalogue of Life.